# Ivanique Kemp
Ivanique Kemp, född 11 juni 1991, är en friidrottare från Bahamas. Hon deltog vid olympiska sommarspelen 2012.